# Ação de Polyakov
Em física, a ação de Polyakov é a ação bidimensional de uma teoria conforme de campos (CFT en inglés) descrevendo a variedade bidimensional que descreve a incorporação de uma corda no espaço-tempo na teoria das cordas.   

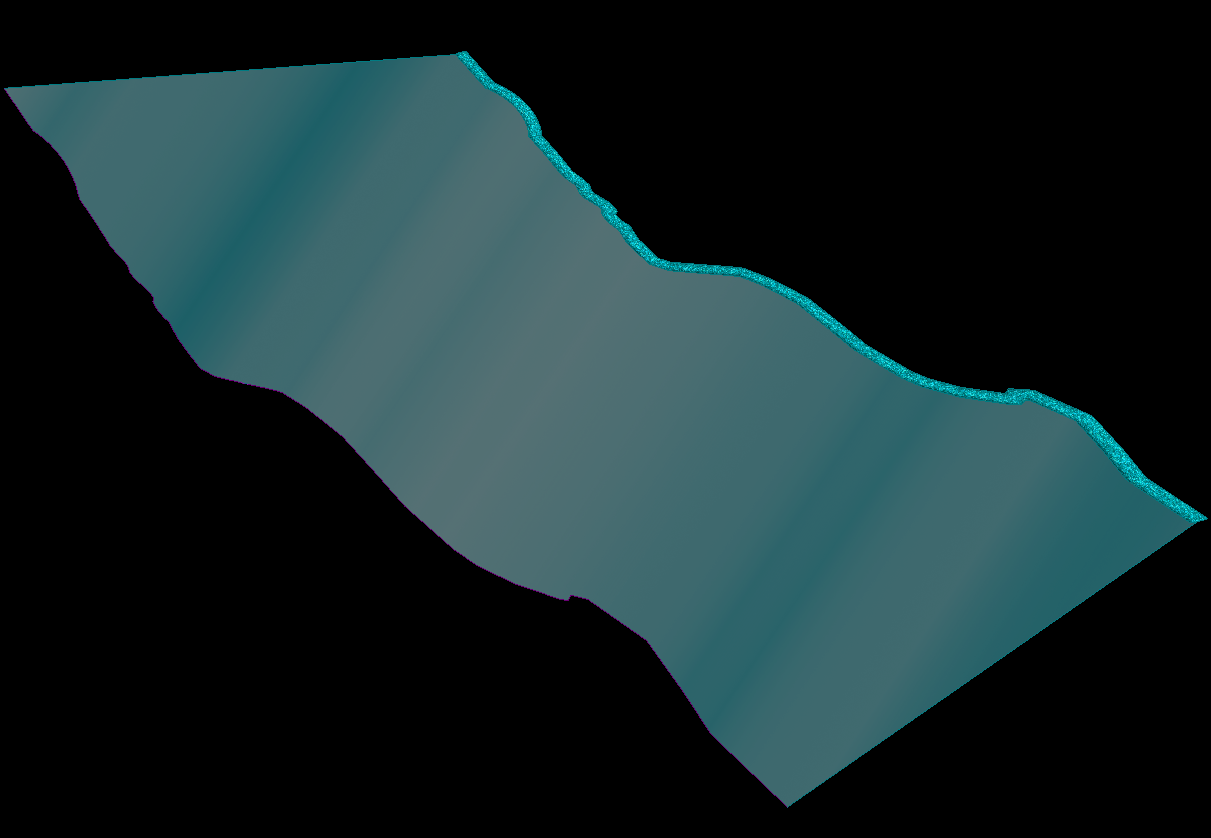
Uma parte da superfície de um universo de corda aberta

Esta ação foi introduzida por Stanley Deser e Bruno Zumino  e, independentemente, por L.Brink, Vecchia P.Di e PSHowe,  e passou a ser associada com Alexander Polyakov depois que ele fez uso dela na quantificação da corda.
A ação lê
{\displaystyle {\mathcal {S}}={T \over 2}\int \mathrm {d} ^{2}\sigma {\sqrt {-h}}h^{ab}g_{\mu \nu }(X)\partial _{a}X^{\mu }(\sigma )\partial _{b}X^{\nu }(\sigma )}
onde {\displaystyle T} é a tensão da corda, {\displaystyle g_{\mu \nu }} é a métrica da variedade alvo, {\displaystyle h_{ab}} é a folha de universo métrica e {\displaystyle h} é o determinante de {\displaystyle {ab}}. A assinatura métrica é escolhido de tal modo que direções similares ao tempo são + e direções como espaço são -. A coordenada de folha de universo tipo espacial é chamada  {\displaystyle \sigma } ao passo que a coordenada de folha de universo tipo tempo é chamada {\displaystyle \tau }. Esta variedade é também conhecida como modelo σ não-linear.
A ação de Polyakov deve ser completada pela ação de Liouville na teoria de campo de Liouville para descrever adequadamente as flutuações de cordas.

## Relação com a ação Nambu-Goto
Escrevendo a equação de Euler-Lagrange para o tensor métrico {\displaystyle h^{ab}} se obtém que:
{\displaystyle {\frac {\delta S}{\delta h^{ab}}}=T_{ab}=0}
Sabendo também que:
{\displaystyle \delta {\sqrt {-h}}=-{\frac {1}{2}}{\sqrt {-h}}h_{ab}\delta h^{ab}}
Pode-se escrever o derivativo variacional da ação:
{\displaystyle {\frac {\delta S}{\delta h^{ab}}}={\frac {T}{2}}{\sqrt {-h}}\left(G_{ab}-{\frac {1}{2}}h_{ab}h^{cd}G_{cd}\right)}
onde {\displaystyle G_{ab}=g_{\mu \nu }\partial _{a}X^{\mu }\partial _{b}X^{\nu }} o que leva a:
{\displaystyle T_{ab}=T\left(G_{ab}-{\frac {1}{2}}h_{ab}h^{cd}G_{cd}\right)=0}
{\displaystyle G_{ab}={\frac {1}{2}}h_{ab}h^{cd}G_{cd}}
{\displaystyle G=\mathrm {det} \left(G_{ab}\right)={\frac {1}{4}}h\left(h^{cd}G_{cd}\right)^{2}}
Se o tensor métrico auxiliar da folha de universo {\displaystyle {\sqrt {-h}}} é calculado a partir das equações de movimento:
{\displaystyle {\sqrt {-h}}={\frac {2{\sqrt {-G}}}{h^{cd}G_{cd}}}}
e substituído de volta à ação, ele se torna a ação Nambu-Goto:
{\displaystyle S={T \over 2}\int \mathrm {d} ^{2}\sigma {\sqrt {-h}}h^{ab}G_{ab}={T \over 2}\int \mathrm {d} ^{2}\sigma {\frac {2{\sqrt {-G}}}{h^{cd}G_{cd}}}h^{ab}G_{ab}=T\int \mathrm {d} ^{2}\sigma {\sqrt {-G}}}
No entanto, a ação de Polyakov é mais facilmente quantificada porque é linear.